# Afronycteris nanus
Afronycteris nanus és una espècie de ratpenat de la família dels vespertiliònids. Viu a Angola, Benín, Botswana, Burkina Faso, Burundi, el Camerun, la República Centreafricana, el Txad, el Congo, la República Democràtica del Congo, Costa d'Ivori, Guinea Equatorial, Eritrea, Etiòpia, el Gabon, Gàmbia, Ghana, Guinea, Guinea-Bissau, Kenya, Libèria, Madagascar, Malawi, Mali, Moçambic, Namíbia, Niger, Nigèria, Ruanda, el Senegal, Sierra Leone, Somàlia, Sud-àfrica, el Sudan, el Sudan del Sud, Eswatini, Tanzània, Togo, Zàmbia i Zimbàbue. Té una gran varietat d'hàbitats naturals, incloent-hi els boscos humits tropicals de plana i montans, les sabanes seques o humides i zones boscoses similars. És una espècie en risc mínim, és a dir, no sembla que hi hagi cap amenaça significativa per a la seva supervivència.
El nom específic nanus (‘nana’) li fou donat en referència a la seva petita mida en comparació amb la pipistrel·la.